# Hippolais icterina
El zarcero icterino (Hippolais icterina) es una especie de ave paseriforme de la familia Acrocephalidae que habita en Eurasia y África. La palabra icterino procede del término griego ikteros (ictericia) en referencia a su coloración amarillenta.

## Distribución y hábitat
Cría en la mayor parte del continente Euroasiático occidental, excepto en la zona circummediterránea donde es desplazado por el zarcero común. Su área de distribución se extiende por Europa desde el nordeste de Francia a través de Suiza y el suroeste de Escandinavia hacia el este, a los montes del nordeste, hasta el macizo de Altái. Es un ave migratoria de larga distancia que pasa el invierno en el África subsahariana.
Este pequeño paseriforme se encuentra en bosques abiertos con sotobosque arbustivo, además de parques, jardines y zonas de monte bajo, a menudo cerca del agua.

## Descripción
Es un pájaro de pequeño tamaño, mide 12–13,5 cm y tiene un peso de 14–20 g. Su aspecto es muy similar al zarcero común. Los adultos tienen la espalda de un tono pardo verdoso, con las alas algo más pálidas y las partes inferiores de color amarillento. el pico es ligeramente anaranjado, fuerte y puntiagudo, y las patas son grises azuladas. Ambos sexos tienen el mismo aspecto, como la mayoría de sus parientes, y las aves juveniles presentan la barriga de color más pálido. 
Su llamada más común es un «tec tec» agudo, aunque produce una variedad de sonidos mayor y es capaz de imitar el canto de otras aves.

## Comportamiento

### Alimentación
Se alimentan principalmente de arañas, insectos y sus larvas que rebuscan en el suelo del bosque, aunque completan su dieta con algún alimento vegetal como las bayas.

### Reproducción

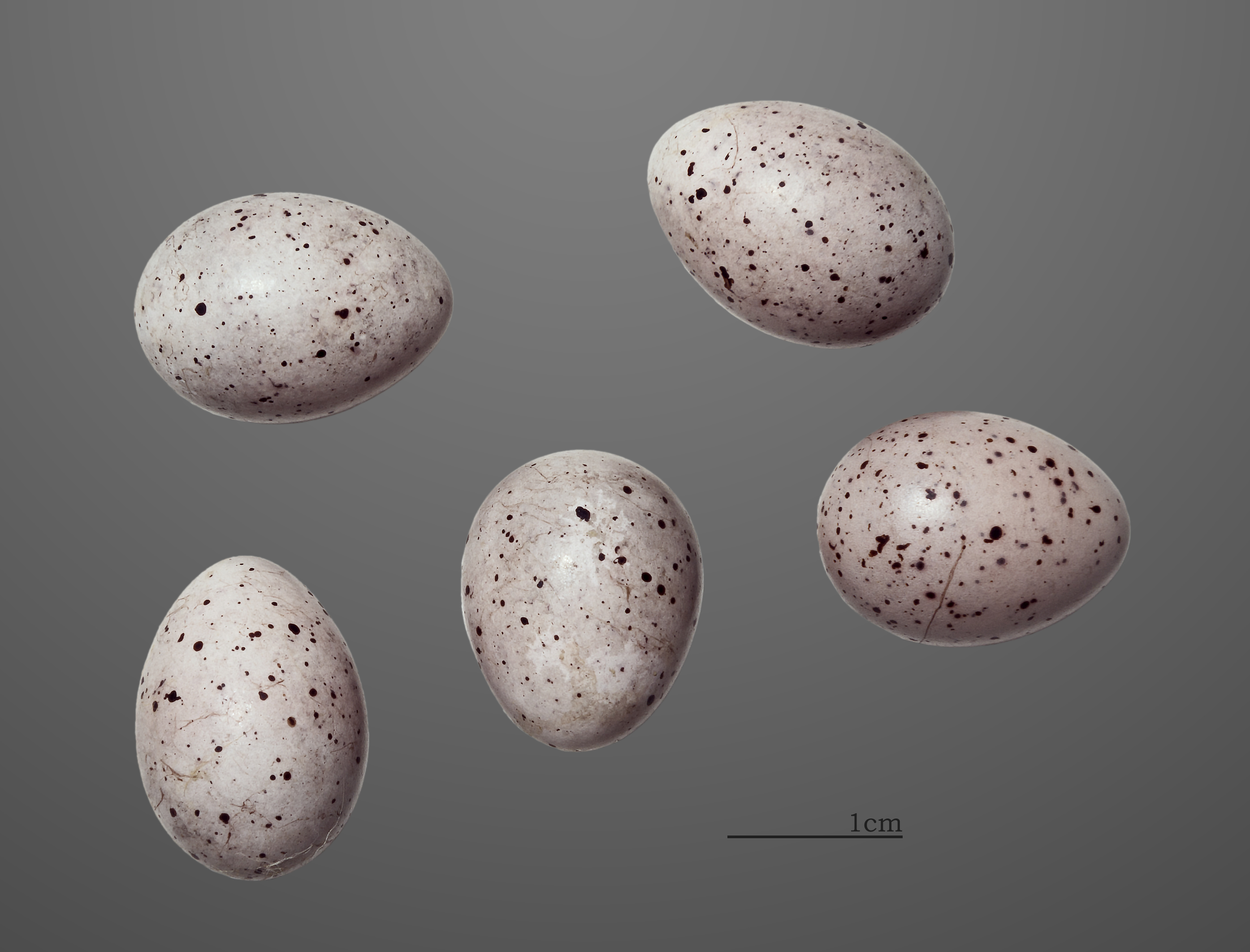
Huevos de Hippolais icterina

Su temporada de cría principal es de mayo a julio. Construye su nido con ramitas y hierbas entretejidas escondido en los árboles o arbustos. La hembra pone de 4 a 6 huevos de color rosado con motas negras. Los huevos son incubados de 12 a 14 días por ambos progenitores. Los pollos permanecen de 12 a 13 días en el nido. Los jóvenes alcanzan la madurez sexual al año.